# Kikilo
Kikilo è una circoscrizione rurale (rural ward) della Tanzania situata nel distretto di Kondoa, regione di Dodoma. Conta una popolazione di 9 318 abitanti (censimento 2012).